# Präsident der Republik Moldau
Der Präsident der Republik Moldau (rumänisch Președintele Republicii Moldova) ist das Staatsoberhaupt der Republik Moldau. Die derzeitige Präsidentin ist seit dem 24. Dezember 2020 Maia Sandu.

## Wahl
Der Präsident wird in einer Direktwahl in zwei Runden gewählt, wobei eine Stichwahl zwischen den beiden Erstplatzierten stattfindet, wenn im ersten Durchgang kein Kandidat die Mehrheit erhält. Dieses System trat mit der Verfassung der Republik Moldau in Kraft.
Im Jahr 2000 wurde ein Gesetz verabschiedet, das den Prozess auf eine indirekte Wahl durch das Parlament der Republik Moldau umstellte, wobei eine qualifizierte Mehrheit von 61 Stimmen erforderlich war. Am 4. März 2016 entschied das Verfassungsgericht, dass das Gesetz verfassungswidrig sei und die Republik Moldau kehrte daraufhin zur Wahl des Präsidenten durch eine Volksabstimmung zurück.
Eine Amtszeit des Präsidenten dauert vier Jahre; die Präsidentschaft einer Person ist auf zwei aufeinanderfolgende Amtszeiten begrenzt.